# Gndadzor
Gndadzor är ett vattendrag i Armenien.   Det ligger i provinsen Vajots Dzor, i den sydöstra delen av landet, 100 kilometer öster om huvudstaden Jerevan.
Trakten runt Gndadzor består i huvudsak av gräsmarker. Runt Gndadzor är det ganska glesbefolkat, med 28 invånare per kvadratkilometer.